# A Kongói Köztársaság címere

A Kongói Köztársaság címere egy sárga színű pajzs, közepén egy keskeny hullámos zöld sávval. A pajzson egy vörös ágaskodó oroszlánt ábrázolták, amely egyik mancsában egy vörös fáklyát tart. A pajzsot oldalról két fekete színű elefánt tartja. A pajzsot felül hét sárga faág díszíti‚ zöld háttér előtt. A pajzs alatt, sárga szalagon az ország mottója olvasható: „Unité, Travail, Progrès” (Egység, munka, fejlődés).